# 東区 (堺市)
東区（ひがしく）は、堺市を構成する7つの区のうちのひとつ。堺市の東部、美原区と共に南河内郡の旧郡域にあたる。

## 地理
堺市の中東部に位置し、ほぼ全域が丘陵地である。住宅地のほか、特に区の北東部や南東部を中心に田畑も多く、区内全域に灌漑用ため池が点在する。南東部を流れる西除川の他には、区内に目立った河川は存在しない。北西から南東に南海高野線が、北東から南西に阪和自動車道と幹線道路である大阪府道36号泉大津美原線新道が通る。東区役所は南海高野線萩原天神駅近くにあるが、高野線の主要駅の一つである北野田駅周辺がこの区の商業の中心地となっている。
日本では数少ない住宅地内に設けられたロータリー交差点や、これを中心とした放射状の道路網が区内の複数箇所にみられる。特に北野田駅から西に500mほど離れた大阪府道36号泉大津美原線旧道上にある大美野噴水ロータリーは、中央に噴水が設置されている点で特に珍しいものである。
これらのロータリー交差点や道路網、噴水などは1930年代から1940年代初めにかけて、日本の田園都市の原型として北野田駅西方には関西土地株式会社により大美野田園都市、初芝駅東方には南海鉄道（現・南海電気鉄道）により初芝住宅地、更にその東側には住宅営団により東初芝住宅といった宅地開発がおこなわれた際にそれぞれ整備されたものである。この他に生け垣や比較的広い区画を有する低層の住宅が並ぶ街並みも相まって、当時の田園都市の面影を残す閑静な住宅街となっている。
大阪府内の地域区分や気象警報・注意報の発表区域では泉北地域や泉州地域に分類される場合もあるが、美原区と同様に全域が河内国に含まれる。
堺市内で唯一区内に警察署および集配郵便局が設置されていない行政区であり、堺市内で最も面積が狭い行政区でもある。

## 人口
- 2010年 85,444
- 2015年 85,189
- 2020年 85,072

## 公共機関

### 区役所
最寄り駅は　萩原天神駅
- 区役所庁舎内に東保健センター・東老人福祉センターを併設。

### その他公共機関
- 堺市消防局東消防署 （日置荘原寺町）
  - 堺市消防局東消防署登美丘出張所 （大美野）
- 堺市立東図書館 （北野田：アミナス北野田内）
  - 堺市立東図書館初芝分館 （野尻町：初芝体育館内）
- 東文化会館 （北野田：ベルヒル北野田内）
- 初芝体育館 （野尻町）

### 警察署(管轄)
大阪府警黒山警察署 ※所在地は隣接する美原区。東区の他、美原区・大阪狭山市も管轄。

#### 交番
- 黒山警察署北野田駅前交番
- 黒山警察署大美野交番
- 黒山警察署初芝駅前交番
- 黒山警察署白鷺交番

### 郵便局(集配)
堺中郵便局 ※所在地は隣接する中区。東区の他、中区も管轄。

#### 無集配郵便局
- 堺南野田郵便局
- 堺登美丘郵便局
- 堺福田郵便局
- 堺大美野郵便局
- 堺日置荘郵便局
- 堺日置荘西町郵便局
- 堺白鷺郵便局
- 堺引野郵便局
- 堺菩提郵便局

#### 郵便番号
東区南部（旧登美丘町域）では1968年から1997年までの郵便番号が河内側の「588」となっていたが、一般郵便の地域区分郵便局が八尾郵便局から堺郵便局へ移管されたと同時に福田郵便局が堺中郵便局に移転改称したため「599」に変更された（その名残で上3桁「588」は欠番になっている）。一方東区北部（旧南八下村域西部・旧日置荘町域）は堺金岡郵便局の管轄であり和泉側の「591」であったが、1997年の堺中郵便局の開設時に集配業務を移管し「599」に統一された。その後郵便番号の7桁化により区内全域で「599-81**」となっている。
なお、小包(ゆうパック)に関しては1994年から新大阪郵便局（大阪市此花区の桜島線(JRゆめ咲線)安治川口駅前）の管轄だったが、2004年4月から大阪府の地域区分郵便局は一般郵便を含めすべて新大阪郵便局に集約された。

## 歴史
- 1889年（明治22年）4月1日 町村制施行により、八上郡南八下村、丹南郡日置荘村、大艸村、野田村が発足。
- 1896年（明治29年）4月1日 郡の統廃合により、八上郡・丹南郡から南河内郡に変更。
- 1905年（明治38年）5月20日 大艸村が大草村に改称。
- 1950年（昭和25年）4月1日 大草村と野田村が合併。登美丘町となる。
- 1951年（昭和26年）9月1日 日置荘村が町制施行。日置荘町となる。
- 1958年（昭和33年）7月1日 南八下村の西部を堺市に編入（東部は美原町（現・美原区）に編入）。
- 1958年（昭和33年）10月20日 日置荘町を堺市に編入。
- 1962年（昭和37年）4月1日 登美丘町を堺市に編入。
- 1967年（昭和42年）1月21日 旧登美丘町の市外局番を0723から0722へ変更[注釈 2]。市内局番も旧来から0722の旧日置荘町域は金岡電話局の5から初芝電話局の開局に伴い85へ、旧0723だった旧登美丘町域（登美丘電話局）は7から37へ変更。
- 1997年（平成9年） 堺市編入以前の旧町村域毎に設置されていた南八下、日置荘、登美丘の3出張所を廃止して東支所が開所。
- 1997年（平成9年）8月4日 福田郵便局が堺中郵便局に移転改称。これに伴い旧登美丘町域の郵便番号が588から599へ変更。あわせて旧南八下村域西部・旧日置荘町域の集配業務が堺金岡郵便局から堺中郵便局管轄へ移管となり、郵便番号が591から599へ変更[注釈 3]。
- 2006年（平成18年）4月1日 堺市が政令指定都市に移行。東支所管内の区域を以って東区を設置。

## 行政
区長は山下勝利（2020年4月1日就任）。
前任の区長は深田仁志。

## 経済

### 産業
- 羽車（ハグルマ封筒）本社
- ナカバヤシ本社工場

### 通信・放送
- ラジオ大阪堺ラジオ送信所
- エフエムさかい（コミュニティ放送：2015年廃局）

### 商業施設

#### 白鷺小学校区
- サンプラザ 白鷺店

#### 八下西小学校区
- スギ薬局 堺白鷺店

#### 南八下小学校区
- YAMADA 堺本店
- ニトリ 堺中央環状店
- サンディ 堺菩提店
- ウエルシア 堺菩提店

#### 日置荘小学校区
- ライフ 初芝店
- マツモトキヨシ 初芝店
- ウエルシア 堺日置荘西町店
- いちふくスーパー
- クスリのアオキ 萩原天神南店

#### 日置荘西小学校区
- サンディ 初芝店

#### 登美丘西小学校区
- サンエー 大美野店
- キリン堂 大美野店
- DCMダイキ 大美野店
- サンドラッグ 堺草尾店

#### 登美丘南小学校区
- ウエルシア 堺草尾店

#### 登美丘東小学校区
- ダイエー 北野田店
- サンプラザ 北野田店
- スギ薬局 北野田店
- ダイソー ベルヒル北野田店
- セリア ダイエー北野田店

#### 野田小学校区
- ライフ 北野田店
- 万代 北野田店
- キリン堂 堺北野田店
- ダイソー 北野田ショッピングプラザ店

### 金融機関

#### メガバンク
- 三菱UFJ銀行 大美野支店
- りそな銀行 初芝支店

#### 地方銀行
- 関西みらい銀行 大美野支店
- 関西みらい銀行 初芝支店
- 京都銀行 北野田支店
- 池田泉州銀行 北野田支店
- 池田泉州銀行 白鷺支店
- 池田泉州銀行 初芝支店
- 南都銀行 初芝支店

#### 信用金庫
- 大阪信用金庫 登美丘支店
- 大阪シティ信用金庫 初芝支店

#### 信用組合
- 大同信用組合 初芝支店
- 成協信用組合 北野田支店
- のぞみ信用組合 萩原天神支店

## 教育

### 高等学校
- 大阪府立登美丘高等学校
- 利晶学園大阪立命館高等学校 ※中高併設

### 中学校
- 堺市立登美丘中学校
- 堺市立野田中学校
- 堺市立日置荘中学校
- 堺市立南八下中学校
- 利晶学園大阪立命館中学校 ※中高併設

### 小学校
- 堺市立白鷺小学校
- 堺市立登美丘西小学校
- 堺市立登美丘東小学校
- 堺市立登美丘南小学校
- 堺市立野田小学校
- 堺市立日置荘小学校
- 堺市立日置荘西小学校
- 堺市立南八下小学校
- 堺市立八下西小学校
- 利晶学園小学校

## 集合住宅

### 大規模マンション
- シティパーク北野田
- コスモ北野田
- タワーズランド北野田セントラルタワー

### 住宅団地
- 都市再生機構白鷺団地（A、B、Cの3街区が作られたマンモス団地だったが、集約化でB街区の一部とC街区は取り壊されて現存しない）
- 府営堺高松住宅
- 府営堺大美野住宅
- 市営西口園住宅

## 交通

### 鉄道
- 中心となる駅：北野田駅
- 南海電気鉄道
  - 高野線：初芝駅 - 萩原天神駅 - 北野田駅

隣接する北区との境界付近に白鷺駅が設置されている（所在地は北区）。
泉北線が中百舌鳥駅 - 深井駅間で当区を通過している。

### バス

#### 路線バス
初芝駅と北野田駅を中心にバス路線が設定されている。
初芝駅発着
初芝駅から中百舌鳥駅（北区）を経て堺駅（堺区）を結ぶ南海バスの路線と、平尾（美原区）、美原区役所前方面への南海バスの路線が発着。
北野田駅発着
北野田駅から堺駅、鳳駅（西区）、深井駅（中区）、新金岡駅（北区）の各方面への南海バスの路線と、北野田駅から平尾を経てさつき野（美原区）および富田林駅を結ぶ近鉄バスの路線、ならびに北野田駅から東区役所を経て美原区北部を循環する南海バス・近鉄バス2社による共同運行路線が発着。
- 南海バス（堺営業所・東山営業所）
  - 33系統（初芝線）：堺駅南口 - 宿院 - 中もず駅前 - 金田新田 - 初芝駅前
  - 39系統（北野田・多治井線）：北野田駅前 - 東区役所前 - 余部西口 - 黒姫山古墳前→多治井北→大保→黒姫山古墳前[注釈 4]
  - 65系統（急行美原線）：中もず駅前 - （直行） - 初芝駅前 - （直行） - 美原区役所前
  - 131系統（北野田線）：堺駅南口 - 宿院 - 三国ヶ丘駅前 - 中もず駅前 - 大野芝 - 西小学校前 - 大美野噴水前 - 北野田駅前
  - 131C系統（北野田線）：中もず駅前 - 大野芝 - 西小学校前 - 大美野噴水前 - 北野田駅前
  - 132系統（北野田線）：堺駅南口 - 宿院 - 三国ヶ丘駅前 - 中もず駅前 - 大野芝 - 下出口 - 福町 - 大美野噴水前 - 北野田駅前
  - 132C系統（北野田線）：堺駅南口 - 宿院 - 三国ヶ丘駅前 - 中もず駅前 - 大野芝 - 下出口
  - 145系統（野遠北野田線）：地下鉄新金岡駅前 - 石原 - 大饗 - 北野田駅前
  - 146系統（美原金岡線）：地下鉄新金岡駅前 - 石原 - 大饗 - 美原区役所前
  - 147系統（美原初芝線）：美原区役所前 - 石原 - 大饗 - 初芝駅前
  - 153系統（中もず・平尾線）：中もず駅前 - 金田新田 - 初芝駅前 - 余部西口 - 船戸下→平尾→船戸下
  - 153C系統（中もず・平尾線）：中もず駅前 - 金田新田 - 初芝駅前 - 余部西口 - 船戸下→平尾
  - 153V系統（中もず・平尾線）：中もず駅前 - 金田新田 - 初芝駅前 - 余部西口 - 船戸下→平尾→美原区役所前→船戸下
  - 161系統（中もず・平尾線）：初芝駅前 - 余部西口 - 船戸下→平尾→船戸下
  - 161C系統（中もず・平尾線）：初芝駅前 - 余部西口 - 船戸下→平尾
  - 161V系統（中もず・平尾線）：初芝駅前 - 余部西口 - 船戸下→平尾→美原区役所前→船戸下
  - 170系統（北野田・鳳線）：北野田駅前 - 福町 - 東山車庫前 - 東山 - 深井駅 - 東山 - 鳳駅前
  - 171系統（北野田・鳳線）：北野田駅前 - 福町 - 東山車庫前
  - 172系統（北野田・鳳線）：北野田駅前 - 福町 - 東山車庫前 - 東山 - 深井駅

- 近鉄バス（松原営業所）
  - 37番（北野田線 多治井系統）：多治井北→大保→黒姫山古墳前 - 余部西口 - 東区役所前 - 北野田駅前[注釈 4]
  - 38番（北野田線 多治井系統）：北野田駅前 - 東区役所前 - 余部西口 - 黒姫山古墳前→多治井北→大保[注釈 4]
  - 39番（北野田線 多治井系統）：北野田駅前 - 東区役所前 - 余部西口 - 黒姫山古墳前→多治井北→大保→黒姫山古墳前[注釈 4]
  - 40番・43番（北野田線 富田林発着系統）：富田林駅前 - 平尾 - 平尾西 - 菅生 - 北野田駅前
  - 44番（北野田線 富田林発着系統）：富田林駅前 - 平尾 - 菅生 - 北野田駅前
  - 47番（北野田線 さつき野発着系統）：北野田駅前 - 平尾 - 平尾西 - さつき野東
  - 48番（北野田線 さつき野発着系統）：北野田駅前 - 平尾 - 平尾西 - 美原区役所前 - 平尾西 - さつき野東

#### コミュニティバス
堺市が運行する堺市ふれあいバス・みはらふれあい号が東区内に路線を設定していたが、いずれも2013年6月末をもって廃止されており、代替交通手段として2014年3月からデマンド制の堺市乗合タクシーが運行されている。
- 堺市ふれあいバス（廃止）- コミュニティ路線（南海バスによる受託運行）。東区役所発着でAルート・Bルートの2ルートにより東区内を巡回していた（週3日ずつ運行、運賃100円）。
- みはらふれあい号（廃止）- 美原区のコミュニティ路線（南海バス・近鉄バスによる受託運行）だが、西コースにおいて一部の停留所が東区内に設けていた（月 - 金曜日運行、無料）。

2023年2月1日より大阪狭山市が運行する大阪狭山市循環バスが東区内に乗り入れている。
- 大阪狭山市循環バス - 大阪狭山市のコミュニティ路線（南海バスによる受託運行）
  - 西回り：市役所 - 狭山池博物館前 - 狭山駅 - 総合体育館 - 北野田駅前 - 山本北 - 福祉センター前

### 道路
阪和自動車道とその側道の大阪府道36号泉大津美原線新道を除くと、区内の道路網のほとんどが片道1車線かそれよりも狭い道路である。
有料道路
- 阪和自動車道 ※区内に出入口なし

一般国道
- 国道310号（通称・さんとお線）

主要地方道
- 大阪府道26号大阪狭山線
- 大阪府道35号堺富田林線
- 大阪府道36号泉大津美原線（新道・旧道）

隣接する北区との境界に沿って大阪府道2号大阪中央環状線が通る（道路敷は北区）。
その他の府道
- 大阪府道190号西藤井寺線
- 大阪府道199号西鳳東線
- 大阪府道210号平尾鳳停車場線（府道36号旧道と重複）

## 施設・名所
- 出雲大社大阪分祠
- 萩原神社
- 西井家住宅
- 野田城跡
- 西高野街道 - 一部を除き、隣接する中区との境界となっている。
- 大美野噴水ロータリー
- 白鷺公園
  - ハナショウブ園
  - 白鷺公園野球場
- 登美丘北公園
- 美原みの池運動広場 - 東区と美原区に跨る位置に所在。住所表記上は美原区[5]。
- 初芝体育館
  - 初芝野球場
  - 初芝庭球場
- 天然温泉 千寿の湯（スーパー銭湯）（2021年閉店）

## 主な著名人
- 扇原貴宏 - サッカー選手
- 織田作之助 - 小説家（北野田に住んでいた）
- 桂文枝 - 落語家（北野田に住んでいた）
- 佐々木恭介 - 元プロ野球選手（在住）
- 高松正道 - 政治家
- 野茂英雄 - 元メジャーリーグ野球選手（南野田に住んでいた）
- peco - ファッションモデル
- 堀ちえみ - タレント
- 堀美矢子 - タレント
- 三ツ矢歌子 - 女優（北野田に住んでいた）
- 村林一輝 - プロ野球選手
- 明瀬諒介‐プロ野球選手